# Семикольорові кахлі

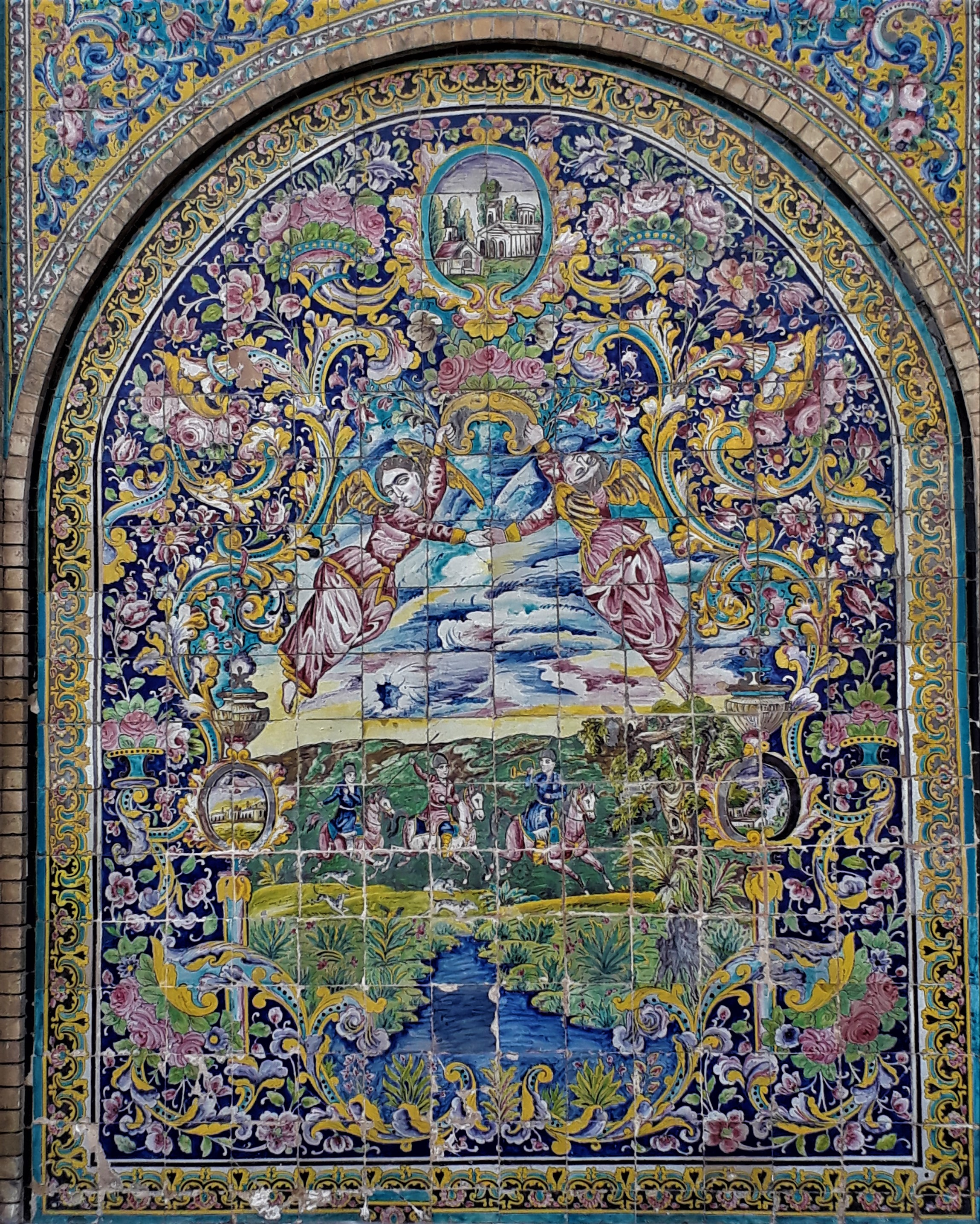
Стінове панно з вершниками і янголами у Палаці Голестан, Тегеран

Термін семикольор́ові кахлі (перс. هفت رنگ — «сім кольорів») — визначає стиль декоративноїкераміки, виконаної з поєднанням яскравої палітри кольорів на керамічних плитках, що широко застосовувались у будівництві у період XVIII—XIX ст. під час правління династій Сефевідів і Каджар у Ірані. Типові кольорові композиції кахель включали сім відтінків: кобальтовий синій, м'який зелений, ліловий, баклажановий, бірюзовий, жовтий та чорний колір для обрисів; форми квадратні або прямокутні, а серед зображених сюжетів переважають багатофігурні композиції. Керамічні кахлі, вироблені у XVIII ст відрізняються від зразків попередніх епох не тільки вибором кольору, але і самобутніми фольклорними сюжетами. XVIII ст. стало часом відновлення технологій кераміки водночас зі становленням нової столиці Каріма Хана Занд (1750—1779) у Ширазі. У XVIII—XIX ст. кахлі стали не лише прикрасою релігійних споруд чи палаців, а також звичним елементом у домівках нижчих верств суспільства.

### Історія
Схожі техніки виробництва кахель відомі з Середньовіччя. Зі становленням династії Сефевідів (1501—1722) виробництво керамічної плитки отримало стрімкий розвиток паралельно з іншими видами кераміки. До появи плитки «Сім кольорів» спонукали економічні та політичні причини. Під час правління Каджарської династії, (1794—1925) кахлі широко застосовувались для прикрашення релігійних та світських будівель, що у великій кількості зводились в цей період, зокрема, в столиці — Тегерані. Причин, які спричинили популярність цієї методики було декілька. По-перше, семикольорову плитку дешевше було виготовити, по-друге, зменшилися затрати часу. І нарешті, майстри могли розширити свій репертуар мотивів та сюжетів.
Занепад технології співпав з падінням попиту на цей вид мистецтва, що було також зумовлено політичними змінами в Ірані. Після 1925 року династія Пахлаві почала реформи, в тому числі в галузі архітектури, оптимізуючи плани міст, частково знищуючи старі будівлі, паралельно була введена мода на європейський модернізм без декору. Після Другої світової війни виробництво значно скоротилося і майже зникло.

### Поширення
Виготовлення семикольорових кахлів мало декілька осередків, зокрема великими центрами були Ісфаган, Шираз, Тегеран. Кахлі з кожного міста мали свої особливості, а саме кахлі з Тегранської, Ширазької та Есфаганської шкіл мають мало спільного через закритість шкіл, хоча з початком правління Каджарської династії декілька майстрів були перевезені з Ширазу у нову столицю — Тегеран. Зазвичай, майстри з Ширазу використовували більш широку палітру яскравих кольорів і набагато більший набір сюжетів. Особливістю Ширазьської школи було також виготовлення кахельних панно меншого розміру, що суттєво впливало на ціну і забезпечило ширшим верствам населення доступ до цього виду мистецтва.

### Технологія
Типовими розмірами кахель були 15х15, 20х20, 5,7х15 і 10х20 см. Після формування плитки покривалися білою чи напівпрозорою глазур'ю, далі наносили бажаний малюнок і обводили чорним контуром. Слід зазначити, що техніка плитки та секрети її виготовлення надійно охоронялися та передавалися усно від батька до сина та майстра до учня; таким чином, рідко зустрічаються задокументовані інструкції, візерунки та деталі техніки, хоча існує декілька повних трактатів про мистецтво виробництва іранської плитки в минулому.
Зазвичай квадратну плитку розміщували разом і розписували і глазурували згідно з бажаним мотивом. Після цього кожну кахлю запікали. Потім всі кахлі знову розміщували поруч, щоб створити основний великий візерунок. Цей спосіб декорування плитки був популярний до кінця правління Каджарської династії, коли репертуар кольорів доповнився жовтим та яскраво-помаранчевим кольорами, а перевага надавалася багатофігурним композиціям.
Свою назву, «Сім кольорів», кахлі отримали завдяки застосуванню фарб та глазурі:

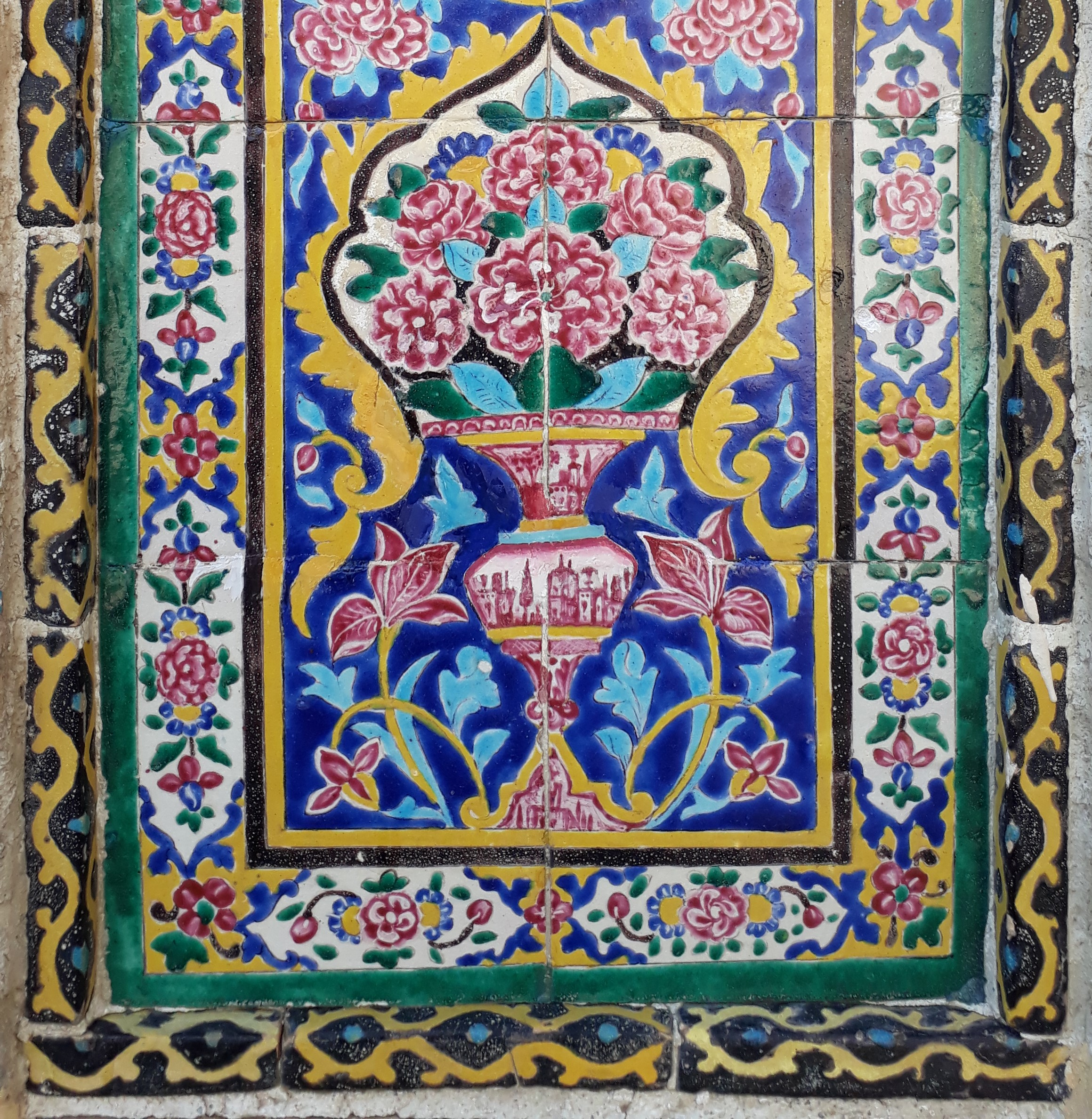
Фрагмент панно з квітами, мечеть Насір оль-Мольк, Шираз

- Оксид на основі кобальту, що утворює лазурний (блакитний) колір;
- Окис на основі олова, який дає білий колір;
- Оксид на основі міді, що в результаті дає бірюзовий колір;
- Оксид на основі заліза, що відповідає за появу коричневого кольору;
- Оксид на основі сурми, що утворює жовтий колір;
- Оксид на основі хрому, що утворює зелений або червоний колір;
- Оксид на основі марганцю, який дає чорний колір[8].

Мотиви, які застосовували майстри, включали в себе попередньо популярні у Середньовіччі арабески та квіти, додавши до них сюжети з фольклору, релігійні, анімалістичні мотиви та державні символи. Популярні сюжети можна розділити на категорії:
- Ілюстрації до поем Фірдоусі;
- Любовні сценки;
- Шиїтські релігійні сцени та діячі;
- Соціально-політичні сюжети;
- Закордонні запозичення та побутові сцени;
- Історичні сюжети;
- Інше (пейзажі, архітектура, анімалістичні сцени, портрети)[9].